# Romney Street

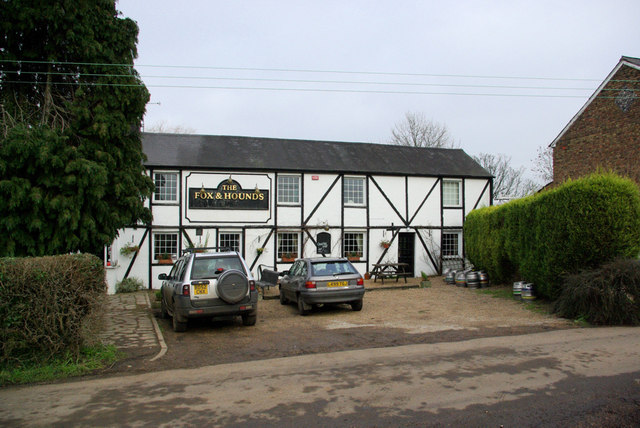
Fox and Hounds pub

Romney Street est un hameau du civil parish de West Kingsdown, dans le District de Sevenoaks, dans le comté du Kent.
Il est situé à environ huit miles au sud ouest de la ville de Sevenoaks et environ quatre miles au nord du village de Kemsing et environ deux miles au sud ouest du village de West Kingsdown.